# Chrabrany
Chrabrany é um município da Eslováquia, situado no distrito de Topoľčany, na região de Nitra. Tem 7,95 km² de área e sua população em 2018 foi estimada em 797 habitantes.

## Demografia
| Ano:        | 1994 | 2004   | 2014   | 2024    |
| ----------- | ---- | ------ | ------ | ------- |
| Broj ljudi: | 804  | 764    | 748    | 932     |
| Razlika:    |      | -4,97% | -2,09% | +24,59% |

| Ano:               | 2023 | 2024   |
| ------------------ | ---- | ------ |
| Número de pessoas: | 927  | 932    |
| Diferença:         |      | +0,53% |